# Philippe Collard (athlétisme)
Pour les articles homonymes, voir Collard.
Philippe Collard (né le 26 février 1960 à Saint-Étienne) est un athlète français, spécialiste des courses de demi-fond.

## Biographie
Il est sacré champion de France du 800 mètres en 1987 à Annecy.
Le 13 juillet de la même année, il réalise son meilleur temps lors du meeting de Nice en 1 min 43 s 95. 
Il participe aux championnats du monde d'athlétisme 1987, à Rome, où il atteint les demi-finales du 800 m.